# Ravnefjellet/Ravnetoppen
Die Bygdeborg Ravnefjellet/Ravnetoppen (auch Ravneberget Bygdeborg) ist eine Befestigung aus der Eisenzeit (etwa 400 n. Chr.)
Bygde- oder Tjuveborg ist die norwegische Bezeichnung für Wallburgen auf Bergen, die von mehreren Seiten (meist dreien) unzugänglich sind. Ravnefjellet/Ravnetoppen liegt auf dem gleichnamigen Hügel bei Hunn in der Kommune Fredrikstad in der Provinz Østfold.
In der ehemaligen Provinz Østfold sind über 70 derartige Befestigungen bekannt, in ganz Norwegen sind es etwa 300, insbesondere auf das Gebiet um Oslo und in Rogaland und Trøndelag konzentriert, was ein Zeichen für ihre Bedeutung ist. Wahrscheinlich waren die meisten der auf 100–600 n. Chr. datierten Befestigungen gleichzeitig im Gebrauch. Die Befestigung auf Ravnefjellet/Ravnetoppen ist die einzige, die einer archäologischen Untersuchung unterzogen wurde. Erhalten sind die Sperrwände aus Naturstein im Norden und Osten.
Über die Funktion dieser Anlagen gibt es mehrere Theorien. Zwar lassen die Baulichkeiten eine Verteidigungsanlage vermuten, doch ist dies unbelegt. Daher werden die Wallburgen mit Slawischen Burgwällen verglichen, die ähnlich den späteren mittelalterlichen Städten geschützte Wohnstätte und religiöses Zentrum waren. Auch die Funktion als Fluchtburg kommt bei einigen in Betracht, allerdings sollte es sich um einen einheitlichen Nutzungsgrund handeln.
In der Nähe liegt das Gräberfeld von Hunn (norwegisch Hunnfeltene).